# Taylor Hendricks
Taylor Hendricks (Deerfield Beach, 22 de novembro de 2003) é um jogador norte-americano de basquete profissional que atualmente joga pelo Utah Jazz na National Basketball Association (NBA).
Ele jogou basquete universitário por UCF e foi selecionado pelo Jazz como a 9º escolha geral no draft da NBA de 2023.

## Início da vida e carreira no ensino médio
Taylor Hendricks cresceu em Fort Lauderdale, Flórida, e inicialmente frequentou a NSU University School. O time da escola de 2018–19, que incluía Vernon Carey Jr., Scottie Barnes, Jace e Jett Howard, defendeu com sucesso o título estadual com uma vitória sobre a Andrew Jackson High School. Ele se transferiu para a Calvary Christian Academy após seu segundo ano. Hendricks teve médias de 14,1 pontos, 9,1 rebotes e 2,1 bloqueios durante sua terceira temporada, enquanto a Calvary Christian venceu o título estadual da Flórida. Em seu último ano, ele foi nomeado Jogador do Ano do Condado de Broward após ter médias de 15,1 pontos e 8,2 rebotes, enquanto a Calvary Christian foi bi-campeã estadual. Hendricks foi classificado como um recruta de quatro estrelas e comprometeu-se a jogar basquete universitário pela UCF, recusando ofertas de universidades como Florida, Florida State, Miami, LSU e Iowa State. Seu compromisso fez dele o recruta mais bem classificado na história da UCF.

## Carreira universitária
Ao entrar em sua temporada de calouro na UCF, Hendricks não era visto como um prospecto para a NBA. Em 8 de novembro de 2022, ele abriu a temporada com uma atuação de 23 pontos, 2 roubos de bola e 3 bloqueios contra a UNC Asheville. Ele foi nomeado o Novato da Semana da AAC por um recorde de quatro semanas consecutivas (de 21 de novembro a 12 de dezembro). Quando Hendricks ganhou seu sexto prêmio de Novato da Semana da AAC em 16 de janeiro de 2023, ele empatou com Jalen Duren, Precious Achiuwa e Dedric Lawson pelo recorde de uma única temporada da conferência. Hendricks venceu pela sétima vez (13 de fevereiro), oitava (27 de fevereiro) e nona vez (6 de março) para ficar à frente do grupo e alcançar seu recorde pessoal de 25 pontos em 26 de fevereiro contra Tulsa. Hendricks foi nomeado para a Segunda-Equipe e para a Equipe de Novatos da AAC. Após o fim da temporada, ele entrou no draft da NBA de 2023 e assinou com um agente, renunciando ao restante de sua elegibilidade universitária.

## Carreira profissional

### Utah Jazz (2023–Presente)
O Utah Jazz selecionou Taylor Hendricks com a nona escolha geral no draft da NBA de 2023. Hendricks se tornou a escolha mais alta da UCF na história do draft da NBA, o primeiro jogador a ser escolhido na loteria e o primeiro jogador one-and-done da história da UCF. Taylor Hendricks marcou um recorde pessoal de 12 pontos contra o Sacramento Kings em 16 de dezembro de 2023.
Em 28 de outubro de 2024, Hendricks sofreu uma fratura na fíbula direita e um tornozelo deslocado contra o Dallas Mavericks. Ele deve perder o restante da temporada.

## Estatísticas da carreira

### NBA

#### Temporada regular
| Ano     | Equipe | PJ | PT | MPJ  | AP   | 3P   | LL   | RT  | AS | BR | TO | PPJ |
| ------- | ------ | -- | -- | ---- | ---- | ---- | ---- | --- | -- | -- | -- | --- |
| 2023–24 | Utah   | 40 | 23 | 21.4 | .450 | .379 | .793 | 4.6 | .8 | .7 | .8 | 7.3 |

#### Playoffs
| Ano     | Equipe | PJ | PT | MPJ  | AP   | 3P   | LL   | RT  | AS  | BR | TO  | PPJ  |
| ------- | ------ | -- | -- | ---- | ---- | ---- | ---- | --- | --- | -- | --- | ---- |
| 2022–23 | UCF    | 34 | 34 | 34.7 | .478 | .394 | .782 | 7.0 | 1.4 | .9 | 1.7 | 15.1 |